# Cauda

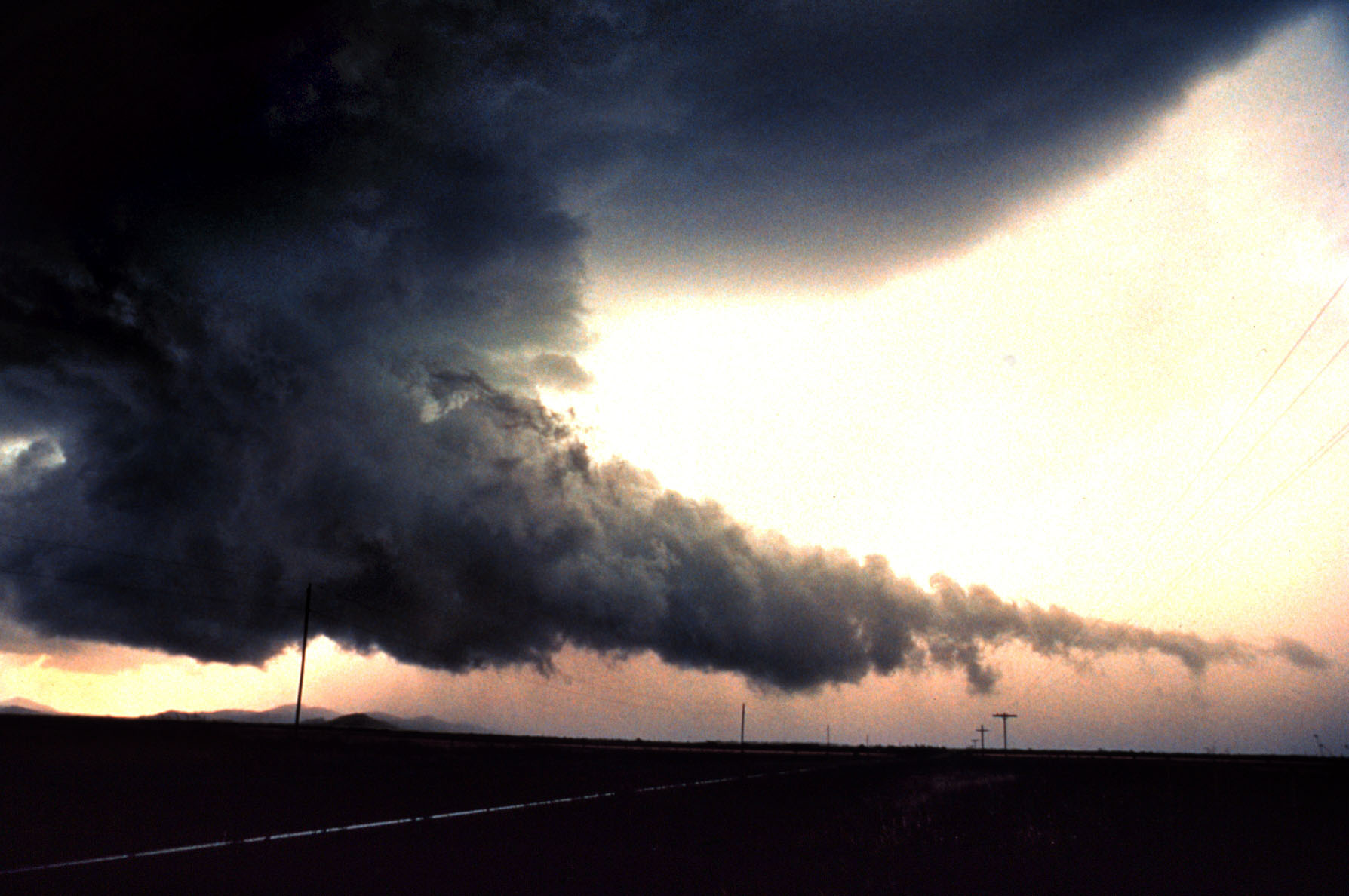
Chmura stropowa (murus) na granicy Oklahomy i Teksasu z pasmem cauda

cauda (cau; łac. ogon, ogoniasty) – pozioma i nisko zawieszona chmura, kształtem przypominająca ogon, rozciągająca się od głównej strefy opadów deszczu w superkomórce burzowej do chmury stropowej (murus), będącej zazwyczaj na tej samej wysokości co cauda. Ruch chmury odbywa się od głównego obszaru opadów w stronę chmury stropowej, a w miejscu jej połączenia z chmurą  murus często można zaobserwować gwałtowne prądy wstępujące.
Chmura ta występuje stosunkowo rzadko i zazwyczaj jest zapowiedzią trudnych warunków pogodowych. Cauda prawie zawsze jest powiązana z silnymi burzami. Chmurę tę można łatwo pomylić z flumen. Oba fenomeny są elementami pasm dopływowych (ang. inflow bands). Chmura cauda jest przytwierdzona do chmury stropowej, podczas gdy flumen może być zjawiskiem znacznie większym, zasilającym centrum burzy i znajdującym się nieco wyżej.  
Chmura ta jest powszechnie znana jako „chmura ogonowa”. 
Towarzyszy jedynie chmurom Cumulonimbus.  